# Papowo (Ługi Wałeckie)
Papowo – część wsi Ługi Wałeckie, położona w województwie zachodniopomorskim, w powiecie wałeckim, w gminie Wałcz.
W latach 1975–1998 Papowo administracyjnie należało do województwa pilskiego.